# ウィリアム・ウッドワード・ボールドウィン
ウィリアム・ウッドワード・ボールドウィン（William Woodward Baldwin, 1862年6月23日 - 1954年10月17日）は、アメリカ合衆国の政治家。

## 生涯
1862年6月23日、ボールドウィンはサマーフィールド・ボールドウィン (Summerfield Baldwin, 1832-1924) とファンシス・カーグル (Fances Cugle, 1838-1867) の長男として誕生した。ボールドウィンは1886年にハーバード大学を卒業し、続いてメリーランド大学で1888年に法学士号を取得した。ボールドウィンはニューヨークのブロードウェイにある法律事務所ボストン・アンド・ボールドウィンで、弁護士として働いた。
1896年2月24日、ボールドウィンはグロバー・クリーブランド大統領からアメリカ合衆国第三国務次官補に任命された。ボールドウィンは1896年2月29日に第三国務次官補に着任した。ボールドウィンは1897年4月1日まで同職を務めた。ボールドウィンは1898年にニューヨーク在住メリーランド州民会の立ち上げに関与した。
ボールドウィンは1954年10月17日に死去した。ボールドウィンの遺体はミズーリ州ミラーズヴィルのボールドウィン記念教会に埋葬された。